# Cádiz CF
Cádiz Club de Fútbol, S.A.D. ali preprosto Cádiz je španski nogometni klub iz mesta Cádiz v Andaluziji. Ustanovljen je bil 10. septembra 1910 in aktualno igra v La Ligi, 1. španski nogometni ligi.
Med letoma 1929 in 1977 je Cádiz večinoma igral v tretji ali drugi državni ligi. Leta 1977 pa se mu je prvič uspelo prebiti v 1. ligo. Med letoma 1985 in 1993 je nato zaporedoma igral v 1. ligi, a nato z izjemo sezone 2005/06 igral v drugi ali tretji ligi. Po sezoni 2019/20 mu je ponovno uspel preboj med najboljše po 14 letih.
Z domačih tekmovanj ima Cádiz 2 naslova prvaka in 5 naslovov prvaka 2 lige, 4 naslove prvaka 2B lige ter 2 naslova prvaka in 1 naslov podprvaka 3. lige. Evropskih rezultatov še nima.
Domači stadion Cádiza je Estadio Ramón de Carranza, kateri sprejme 20.724 gledalcev. Barvi dresov sta rumena in modra. Nadimek nogometašev je El Submarino Amarillo ("Rumena Podmornica").

## Zanimivost
Salvadorska nogometna legenda Mágico González je za klub igral v osemdesetih in devetdesetih letih dvajsetega stoletja in je splošno priznan kot najboljši igralec, ki je kdaj igral za moštvo Cádiza.